# Enzima 2 convertitore dell'angiotensina
L'enzima 2 convertitore dell'angiotensina, o enzima 2 di conversione dell'angiotensina o enzima 2 convertitore l'angiotensina (ACE2, acronimo inglese di Angiotensin-converting enzyme 2) è un enzima di superficie che sta sulle membrane cellulari delle cellule dei polmoni, delle arterie, del cuore, dei reni e dell'intestino. La versione umana dell'enzima viene spesso definita hACE2.
L'ACE2 abbassa la pressione sanguigna: è un esopeptidasi che catalizza la conversione di angiotensina I (molecola con funzione di vasocostrittore) al nonapeptide angiotensina (1-9) (molecola vasodilatatore), o dell'angiotensina II in angiotensina (1-7).
ACE2 funge anche da punto di ingresso nelle cellule per alcuni coronavirus, tra cui HCoV-NL63, SARS-CoV e SARS-CoV-2.
ACE2 contrasta l'attività dell'enzima di conversione dell'angiotensina (ACE) riducendo la quantità di angiotensina II e aumentando angiotensina (1-7), il che lo rende un promettente bersaglio farmacologico per il trattamento di malattie cardiovascolari.